# Paraulacizes panamensis
Paraulacizes panamensis är en insektsart som först beskrevs av Fowler 1899.  Paraulacizes panamensis ingår i släktet Paraulacizes och familjen dvärgstritar. Inga underarter finns listade i Catalogue of Life.